# Watertoren (Leiden)
De watertoren in de Nederlandse stad Leiden is ontworpen door architect W.C. van Manen en werd gebouwd in 1908. De watertoren is gelegen nabij de Wilhelminabrug over de Rijn-Schiekanaal aan de Hoge Rijndijk.
De watertoren heeft een hoogte van 29,5 meter en heeft één waterreservoir met een inhoud van 1200 m3.
Mede door bemiddeling van de Stichting Industrieel Erfgoed Leiden kreeg de toren de status rijksmonument.
Deze watertoren staat ook bekend als de eerste watertoren met een skelet van gewapend beton. De toren is opgebouwd uit 12 grote betonnen palen (het skelet dus) waartussen de muren gemaakt werden.
Rond 1900 was het probleem dat veel mensen ziek werden van het water dat telkens meer vervuild raakte. Leidens watertoevoer kwam uit de watertoren in Katwijk. Maar de sterke groei van het toen nog kleine Leiden zorgde ervoor dat de toren het niet meer aankon. Daarom werd er een in Leiden gebouwd voor de Leidsche Duinwatermaatschappij.
In 1993 werd de watertoren buiten gebruik genomen. In 2007 ontving de gemeente van Leiden een plan van architect Ben Schildwacht uit Zoeterwoude om de toren om te bouwen tot een luxueus appartement met werkruimte.
Tegenwoordig wordt het gebruikt als een woning.
In december 2010 heeft de gemeente de watertoren verkocht.
De nieuwe eigenaar heeft in maart 2013 vergunning gekregen voor een intensieve verbouwing.
Op het dak wordt een 12-kantige woning gerealiseerd. In de waterbak worden twee verdiepingen gerealiseerd voor slapen en werken. Door middel van het maken van openingen in de betonnen waterbak en buitenschil kan daglicht toetreden.
In het smalle deel (hals) van de toren worden 5 verdiepingen gerealiseerd voor B&B.

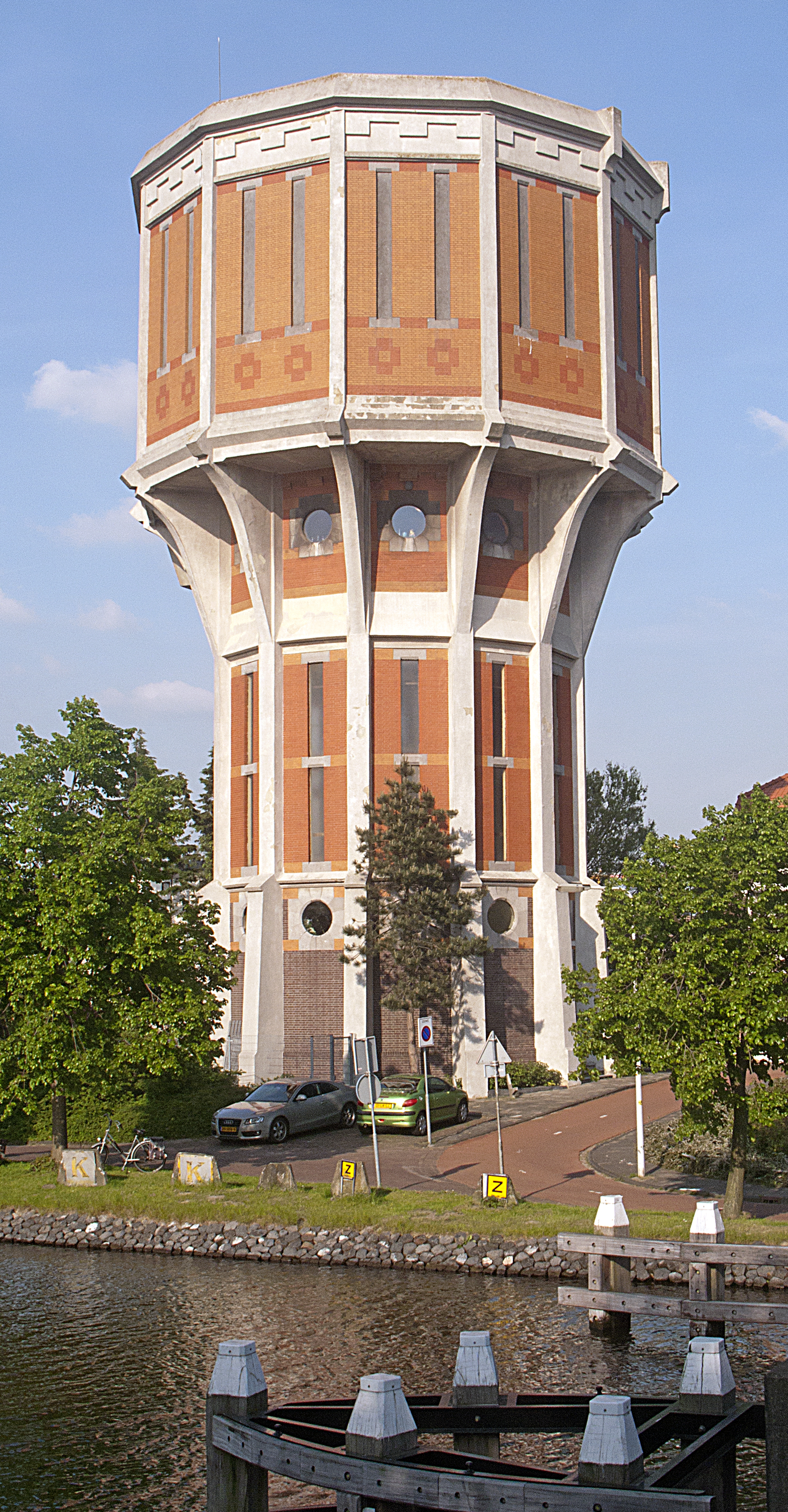
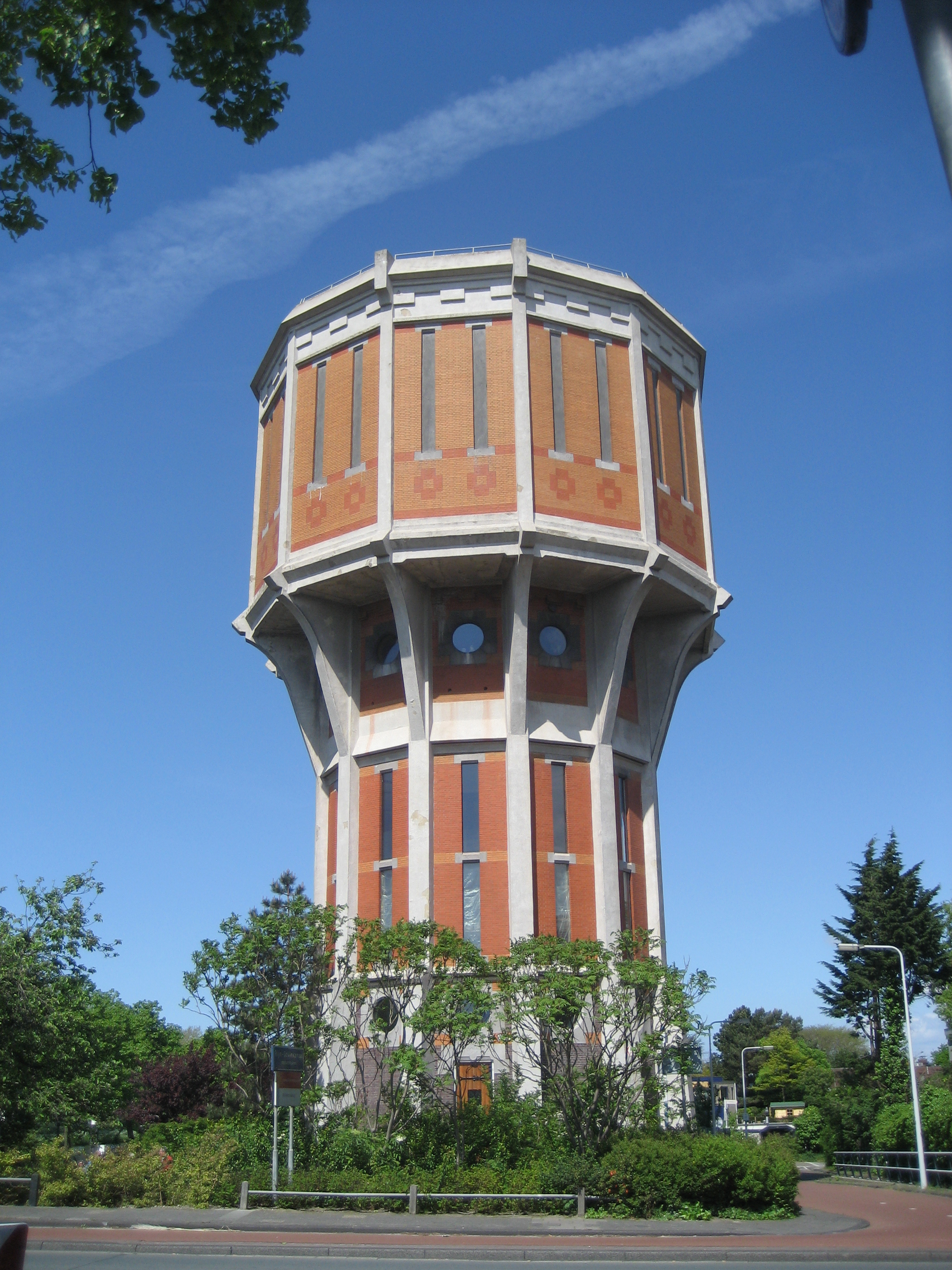

Alblasserdam ·
Alphen aan den Rijn
(Hoorn ·
Prins Hendrikstraat) ·
Barendrecht ·
Bergambacht ·
Bodegraven ·
Boskoop ·
Boven-Hardinxveld ·
Brielle ·
Delft
(Wateringsevest ·
Stromingslaboratorium ·
Getijmodellaboratorium) ·
Den Haag ·
Dirksland ·
Dordrecht
(Villa Augustus · DuPont) ·
Dubbeldam ·
Gorinchem ·
Gouda ·
's Gravendeel ·
Hazerswoude-Rijndijk ·
Heinenoord ·
Hellevoetsluis ·
Hillegom ·
Hendrik-Ido-Ambacht ·
Katwijk ·
Klaaswaal ·
Krimpen aan de Lek ·
Kwintsheul ·
Leerdam
(1900 ·
1912 ·
1929) ·
Leiden ·
Loosduinen ·
Maassluis ·
Meije ·
Monster ·
Moordrecht ·
Naaldwijk ·
Nieuw-Lekkerland ·
Noordwijk ·
Oud-Beijerland ·
Ouderkerk aan den IJssel ·
Poeldijk ·
Rijsoord ·
Rijswijk
(Jaagpad ·
Sammersweg) ·
Roelofarendsveen ·
Rotterdam
(De Esch ·
Delfshaven ·
IJsselmonde ·
Mallegat ·
Europoort) ·
Sassenheim ·
Schoonhoven ·
Sliedrecht ·
Slikkerveer ·
Strijen ·
Vlaardingen 
(1885 ·
1895 ·
Nieuwe) ·
Voorburg ·
Voorschoten ·
Wassenaar ·
Zoetermeer ·
Zuidzijde ·
Zwijndrecht